# 英国铁路414型电力动车组
英國鐵路414型电力动车组（英語：British Rail Class 414）是英国铁路曾经使用一款两节编组的电力动车组。建造于1956年至1963年，1957年正式投入运营，1995年退役。现有两列得到保存。

## 事故
- 1970年11月16日，一列该型动车组曾在倫敦橋站出轨。[3]
- 1971年2月26日，一列由5列本型号动车组重联运行的列车在肯特郡施尔尼斯海滨站（英语：Sheerness-on-Sea railway station）冲过止衝擋[註 1]，造成1死10伤。[3]